# Matarrubia
Matarrubia è un comune spagnolo di 46 abitanti situato nella comunità autonoma di Castiglia-La Mancia.